# Parque nacional de Pyhä-Luosto

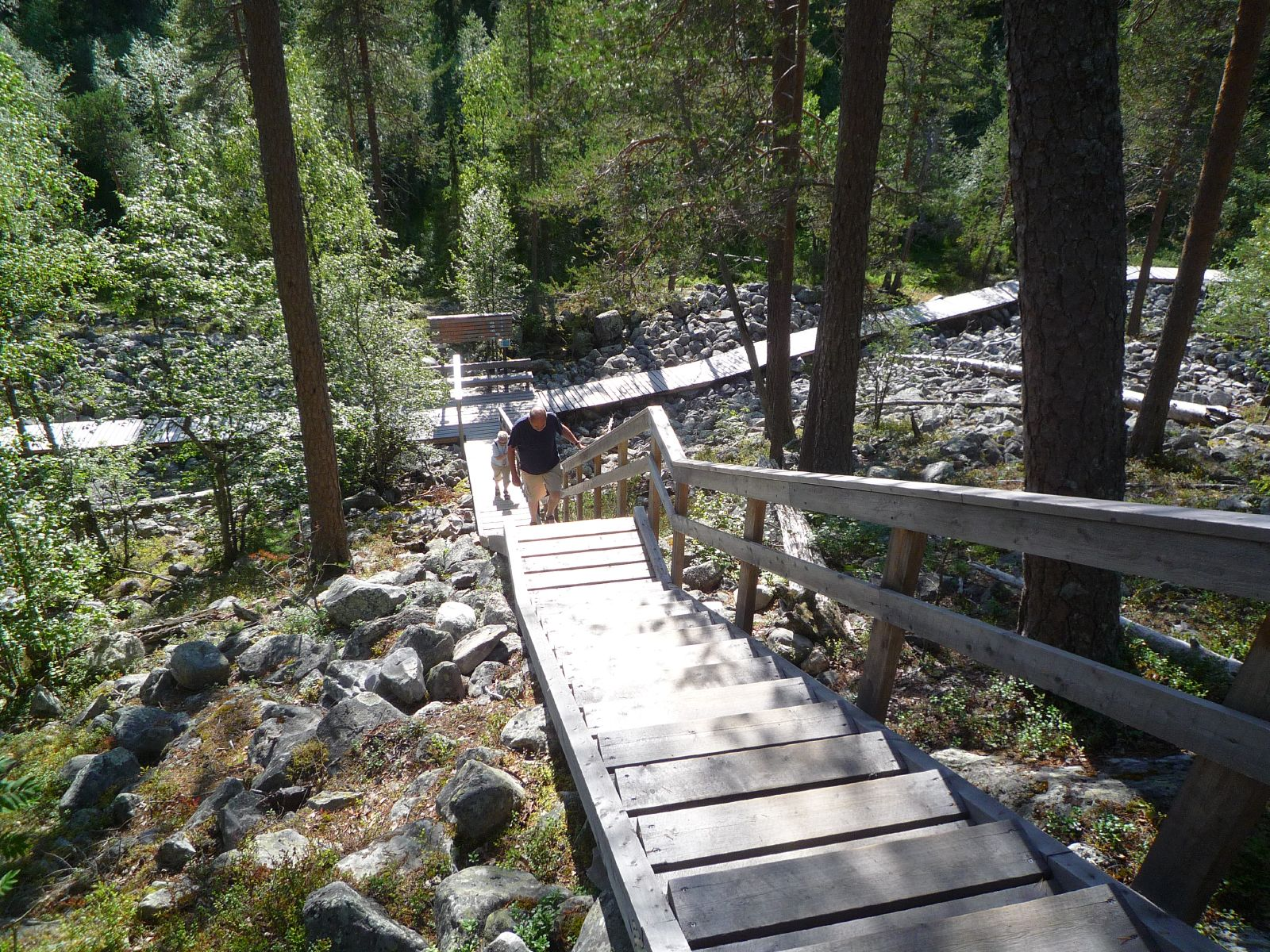
Parque nacional de Pyhä-Luosto

El Parque nacional de Pyhä-Luosto (fines: Pyhä-Luoston kansallispuisto) se encuentra en la región de Laponia, en Finlandia, en los municipios de Pyhä y de Luosto. Se estableció en 2005, cuando el parque nacional más antiguo de Finlandia, el Parque nacional de Pyhätunturi (establecido en 1938), añadió la montaña y el municipio de Luosto. Esto convierte a Pyhä-Luosto en uno de los parques nacionales más antiguos y a la vez más nuevos de Finlandia. El parque cubre 142 km2. Sus características más importantes son sus especialidades geológicas, sus bosques antiguos y sus humedales.

## Los tunturis
El parque está formado por tunturis, montañas redondeadas típicas de Fenoscandia. La palabra significa a la vez montaña y tundra, está formada por materiales muy resistentes, como la cuarcita, que ha resistido la erosión de los glaciares y tienen unos 2000 millones de años. Forman cadenas de poca altitud en el norte de Finlandia que han dado lugar a diversas áreas protegidas. Pyhä-Luosto está formado por la línea de tunturis más meridional de Finlandia. Los más altos son Noitatunturi, de 540 m, y Ukko-Luosto, en Luosto, de 514 m. En las colinas crecen bosques de pinos de hasta 200 años.

## Características
La cadena de 35 km de longitud de Pyhä-Luosto es un remanente de una de las cadenas montañosas más antiguas de la Tierra. Se formó hace más de 2000 millones de años. Los páramos de Pyhä-Luosto están compuestos principalmente de cuarcita, que a su vez se formó a partir de arena costera y submarina antigua. Este tipo de roca dura ha resistido el desgaste, mientras que las cadenas montañosas de otros tipos de roca se han desmoronado. En algunos puntos, las ondas dejadas por las olas del océano de antaño son visibles en la superficie de la roca.
Las características especiales del Parque nacional son las pendientes empinadas, los barrancos profundos, las escarpadas laderas de cuarcita y los pedregales. Los lados de los barrancos han sido desgastados por las aguas del deshielo. El barranco más profundo del parque es Isokuru, que tiene 220 metros de profundidad y es uno de los lugares más importantes de la zona. Los visitantes notarán los surcos dejados por el agua que gotea por las laderas.

## Flora y fauna

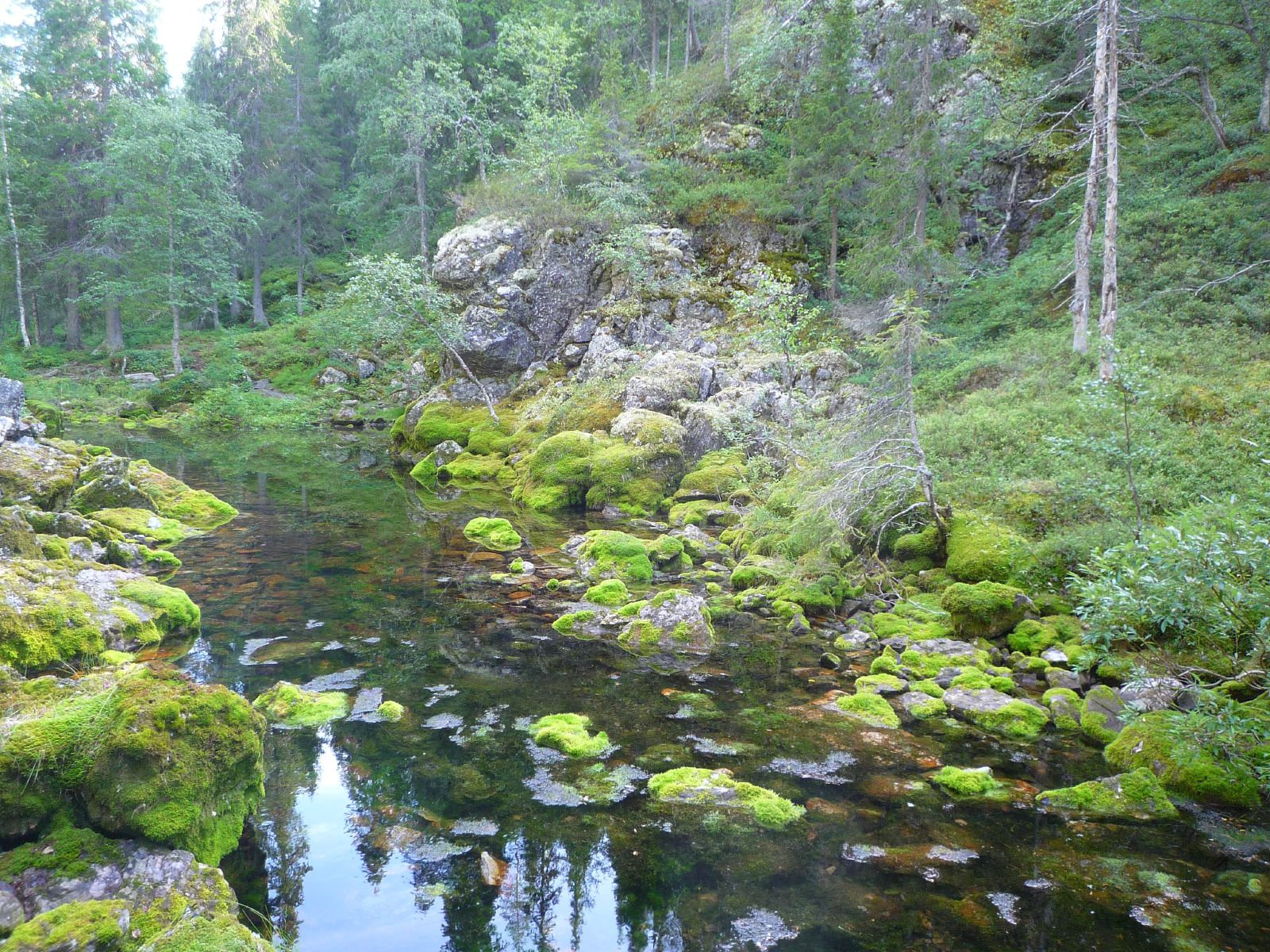
Pyhä-Luosto

El límite forestal en Pyhä-Luosto se encuentra a una altitud de 320 a 400 metros sobre el nivel del mar. Debido a que las cimas de los páramos son rocosas y el lecho rocoso es de cuarcita, es bastante accidentado y hay muy poca vegetación. Las laderas más bajas de los páramos están cubiertas por densos bosques de hoja perenne, que se transforman cuesta abajo en vastos pantanos de turberas aapa estructuradas, con montículos y depresiones formando franjas paralelas a las curvas de nivel. La vegetación es bastante exuberante más abajo en las laderas y en los bosques ricos en hierbas en las orillas de los arroyos. Hay muchas ciénagas, especialmente en el curso inferior del río Siurunjoki. Los numerosos manantiales de la zona también enriquecen las ciénagas.
La vegetación es típica de los bosques lapones. En el suelo, se encuentran la gayuba negra, el musgo alpino (Diphasiastrum alpinum), la azalea alpina (Loiseleuria procumbens) y Phyllodoce caerulea. En los bosques de píceas crecen los mirtilos y los arándanos rojos, y en los cenagales crece la zarzamora de los pantanos. A lo largo de las orillas de los arroyos hay especies más exigentes, como el Geranium sylvaticum y el helecho hembra. En la zona de Luosto aparece vegetación autóctona de bosques primarios. Hay, por ejemplo, 80 especies diferentes de poliporos, 11 de los cuales están catalogados a nivel nacional como amenazados. También hay muchos musgos y líquenes.
Los mamíferos que habitan la zona de forma permanente son la nutria europea y el oso pardo. Los alces habitan en los bordes de los pantanos y los renos buscan comida por encima, en las laderas de los páramos. Se han catalogado unas 128 especies de aves en Luosto. Una habitante habitual es el arrendajo siberiano, el córvido más pequeño, en los pinos más viejos. El ratonero calzado es una rapaz que puede verse a menudo dando vueltas en las cimas de los montes en busca de topos.